# Rue Gambey
La rue Gambey est une voie du 11e arrondissement de Paris, en France.

## Situation et accès
La rue Gambey est une voie publique située dans le 11e arrondissement de Paris. Elle débute au 53, rue Oberkampf et se termine au 32, avenue de la République.

## Origine du nom

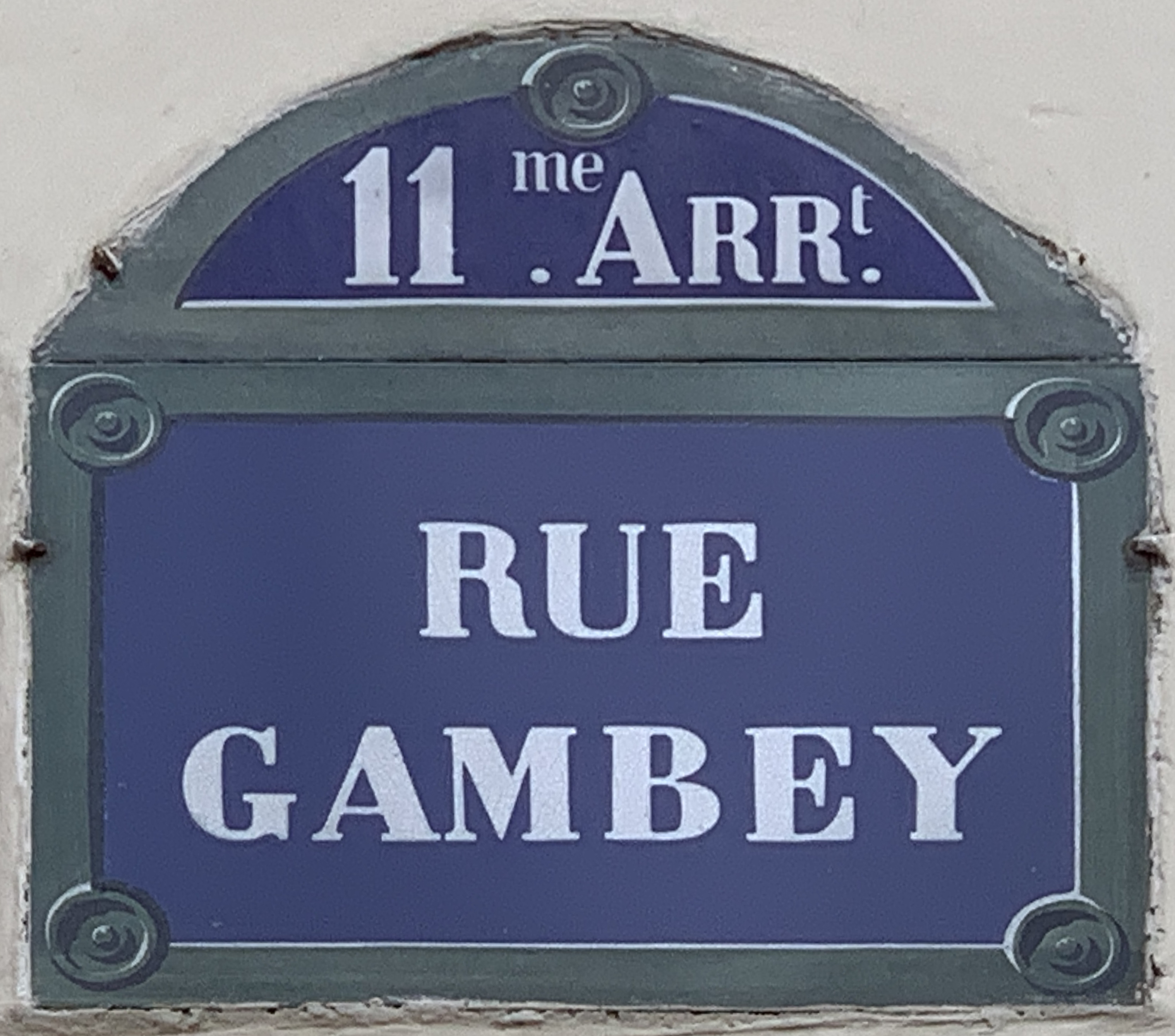
Plaque de la rue.

Elle porte le nom de l'inventeur d'instruments de précision Henri Gambey (1787-1847).

## Historique
La voie est ouverte en 1826, sous la dénomination de « passage du Bon-Charles-X ».
Après la révolution de Juillet, elle devint « passage La Fayette », puis « rue Neuve-d'Angoulême », à cause du voisinage de la rue d'Angoulême. 
En 1848, on lui donna le nom de « rue Gambey ».

## Bâtiments remarquables, et lieux de mémoire
- No 8 : en 1847, demeurait à cette adresse le peintre, graveur et enseignant Jean Éloi Ferdinand Malenfant (1802-?)[1]